# Hünkhoven
Hünkhoven ist ein Stadtteil von Bad Münstereifel im Kreis Euskirchen, Nordrhein-Westfalen.

## Lage
Der Ort liegt südöstlich der Kernstadt von Bad Münstereifel zwischen Odesheim und Rupperath. Durch den Ort verläuft die Kreisstraße 50, östlich verläuft die Grenze zu Rheinland-Pfalz.

## Geschichte
Hünkhoven gehörte zur eigenständigen Gemeinde Rupperath, bis diese am 1. Juli 1969 nach Bad Münstereifel eingemeindet wurde.

## Verkehr
Die VRS-Buslinie 819 der RVK verbindet den Ort mit Bad Münstereifel und weiteren Nachbarorten, überwiegend als TaxiBusPlus im Bedarfsverkehr.
| Linie | Verlauf |
| ----- | --- |
| 819   | MiKE (außer im Schülerverkehr): Bad Münstereifel Bf – Bad Münstereifel Eifelbad – Eicherscheid – Schönau – Mahlberg – Reckerscheid – Willerscheid – Soller – Hummerzheim – Odesheim – Hünkhoven – Rupperath |

Die Grundschulkinder werden zur katholischen Grundschule St. Helena nach Mutscheid gebracht.